# Principia (revista)
Principia es una publicación española de divulgación científica, literaria y artística. 
La publicación trata de unir ciencias, humanidades e ilustración, reivindicando la ciencia como parte de la cultura.
Principia nació en línea en octubre de 2014, y menos de un año después nació Principia magazine, la publicación impresa, gracias a una campaña de micromecenazgo. Además, en diciembre de 2015 nació la revista Principia Kids (ISSN 2444-8133), una publicación de ciencia para niños.
En 2015, Principia recibió el premio Bitácoras de RTVE como mejor Blog de Arte y Cultura y en el año 2016, fue finalista de los premios 20blogs del diario 20 minutos en la categoría de Innovación, ciencia y tecnología.